# Discografia de Olly Murs
A discografia do cantor e compositor inglês Olly Murs consiste em cinco álbuns de estúdio, um extended play (EP) e dezoito canções lançadas como singles (incluindo duas na qual é artista participante).

## Álbuns

### Álbuns de estúdio
| Olly Murs - Lançamento: 29 de novembro de 2010 - Gravadora: Epic, Syco - Formato(s): CD e download digital                        | 2 | —  | —  | —  | —  | —  | 11 | —  | —  | —  | - RU: 2× Platina - IRL: Platina                                     | - RU: 830,000                 |
| In Case You Didn't Know - Lançamento: 28 de novembro de 2011 - Gravadora: Epic, Syco - Formato(s): CD e download digital          | 1 | 18 | —  | 68 | —  | —  | 2  | —  | 10 | 19 | - RU: 3× Platina - IRL: 2× Platina                                  | - RU: 1,106,000               |
| Right Place Right Time - Lançamento: 26 de novembro de 2012 - Gravadora: Epic, Syco, Columbia - Formato(s): CD e download digital | 1 | 22 | 20 | 5  | 17 | 19 | 3  | 27 | 14 | 6  | - RU: 4× Platina - ALE: Ouro - AUS: Ouro - AUT: Ouro - IRL: Platina | - RU: 1,350,000 - EUA: 19,000 |
| Never Been Better - Lançamento: 24 de Novembro de 2014 - Gravadora: Epic, Syco, Columbia - Formato(s): CD e download digital      | 1 | 38 | 27 | 40 | 43 | 42 | 7  | —  | 50 | 20 | - RU: 2× Platina                                                    | - RU: 890,000                 |
| 24 Hrs - Lançamento: 11 de Novembro de 2016 - Gravadora: Epic, Syco, Columbia - Formato(s): CD e download digital                 | 1 | 41 | 42 | 72 | —  | —  | 2  | —  | —  | 32 | - RU: Platina                                                       | - RU: 500,000                 |
| You Know I Know - Lançamento: 9 de Novembro de 2018 - Gravadora: Epic, Syco, Columbia - Formato(s): CD e download digital         | 2 | 75 | —  | —  | —  | —  | 10 | —  | —  | 56 | - RU: Platina                                                       | - RU: 300,000                 |
| "—" indica uma obra que não entrou na tabela musical correspondente.                                                              |   |    |    |    |    |    |    |    |    |    |                                                                     |                               |

### Extended plays(EP)
| Detalhes do álbum |
| --- |
| iTunes Festival: London 2012 - Lançamento: 3 de setembro de 2012 - Gravadora: Epic, Syco - Formato(s): Download digital |

## Singles

### Como artista principal
| 2010                                                                 | "Please Don't Let Me Go"                                               | 1  | —  | —  | —  | —  | —   | 5  | —  | —  | — | - RU: Ouro                                                                                           | Olly Murs               |
| 2010                                                                 | "Thinking of Me"                                                       | 4  | —  | —  | —  | —  | —   | 13 | —  | —  | — | - RU: Ouro                                                                                           | Olly Murs               |
| 2011                                                                 | "Heart on My Sleeve"                                                   | 20 | —  | —  | —  | —  | —   | —  | —  | —  | — | | Olly Murs               |
| 2011                                                                 | "Busy"                                                                 | 45 | —  | —  | —  | —  | —   | —  | —  | —  | — | | Olly Murs               |
| 2011                                                                 | "Heart Skips a Beat" (com participação de Rizzle Kicks ou Chiddy Bang) | 1  | 1  | 85 | 6  | 91 | 96  | 13 | —  | 60 | 1 | - RU: Platina - ALE: 3× Ouro - AUT: Ouro - SUI: 2× Platina                                           | In Case You Didn't Know |
| 2011                                                                 | "Dance with Me Tonight"                                                | 1  | —  | 62 | 65 | —  | 123 | 2  | —  | —  | — | - RU: Platina                                                                                        | In Case You Didn't Know |
| 2012                                                                 | "Oh My Goodness"                                                       | 13 | 24 | —  | 27 | —  | —   | 13 | —  | —  | — | | In Case You Didn't Know |
| 2012                                                                 | "Troublemaker" (com participação de Flo Rida)                          | 1  | 2  | 4  | 3  | 15 | 25  | 2  | 5  | 31 | 8 | - RU: Platina - ALE: Ouro - AUS: 3× Platina - AUT: Ouro - CAN: 2× Platina - EUA: Platina - SUI: Ouro | Right Place Right Time  |
| 2013                                                                 | "Army of Two"                                                          | 12 | 96 | 19 | 27 | —  | —   | 18 | 13 | —  | — | - AUS: Platina                                                                                       | Right Place Right Time  |
| 2013                                                                 | "Dear Darlin'"                                                         | 5  | 2  | 4  | 1  | —  | —   | 8  | 29 | 38 | 5 | - RU: Ouro - ALE: Ouro - AUS: 2× Platina - AUT: Ouro - SUI: Ouro                                     | Right Place Right Time  |
| 2013                                                                 | "Right Place Right Time"                                               | 27 | 53 | 88 | 65 | —  | —   | 74 | —  | —  | — | | Right Place Right Time  |
| 2013                                                                 | "Hand on Heart"                                                        | 25 | 73 | —  | —  | —  | —   | 50 | —  | —  | — | | Right Place Right Time  |
| "—" indica uma obra que não entrou na tabela musical correspondente. |                                                                        |    |    |    |    |    |     |    |    |    |   | |                         |

### Como artista convidado
| 2009                                                                 | "You Are Not Alone" (The X Factor finalistas)            | 1 | —  | 1  | —  | - RU: Ouro | Não inclusa em álbum   |
| 2013                                                                 | "Inner Ninja" (Classified com participação de Olly Murs) | — | 60 | 37 | 33 |            | Right Place Right Time |
| "—" indica uma obra que não entrou na tabela musical correspondente. |                                                          |   |    |    |    |            |                        |

### Outras canções
| 2010                                                                 | "This One's for the Girls"                                             | 69  | —  | —  | —  | B-side de "Please Don't Let Me Go" |
| 2011                                                                 | "I Need You Now"                                                       | 199 | —  | —  | —  | In Case You Didn't Know            |
| 2013                                                                 | "I Wan'na Be Like You" (Robbie Williams com participação de Olly Murs) | 89  | 85 | 55 | 64 | Swings Both Ways                   |
| 2013                                                                 | "I Wish It Could Be Christmas Everyday"                                | 172 | —  | —  | —  | Right Place Right Time             |
| "—" indica uma obra que não entrou na tabela musical correspondente. |                                                                        |     |    |    |    |                                    |